# 베이비 길들이기
《베이비 길들이기》, 혹은 《아이 양육》(영어: Bringing Up Baby)은 하워드 혹스가 감독하고 캐서린 헵번과 캐리 그랜트가 출연하였으며, RKO가 제작한 후 1938년에 개봉한 미국의 스크루볼 코미디 영화이다. 이 영화는 정신없는 여자와 베이비라는 이름을 가진 표범 때문에 수많은 곤경을 겪는 고생물학자에 대한 이야기이다. 영화의 극본은 두들리 니콜스와 하갈 와일드가 원래 1937년 4월 10일에 콜리어스 위클리에 개제 된 와일드의 단편 소설을 다시 각색한 것이다.
원고는 특별히 헵번을 위해 쓰였기 때문에, 그녀가 맡은 역할은 원래 성격과 잘 맞았다. 영화는 1937년 9월에 촬영이 시작되어 1938년 1월에 종료되었는데, 제작비와 예상 촬영 기간을 모두 초과하고 말았다. 제작 기간은 헵번과 그랜트 사이의 끝없는 개그 대사들을 조절하기 위하여 자주 연기되었다. 헵번은 코미디 연기에 대해 많은 걱정을 하였고, 보드빌에 경력을 쌓아온 동료 배우 월터 커틀렛에게 많은 도움을 받았다. 촬영 기간 동안 길들여진 표범이 쓰였는데, 표범을 담당한 조련사는 매 장면마다 채찍으로 나와야 하였다.
1990년 이 영화는 미국 의회도서관에 의해 문화과 역사적으로, 미적으로 중요성을 인정받아 미국 국립영화등기부에 선정, 보존되었다.

## 줄거리
데이비드 헉슬리는 온화한 고생물학자이다. 지난 4년 동안 그는 브론토사우루스 골격을 조립해 왔지만, "늑골 쇄골" 한 조각이 빠져 있었다. 여기에 앨리스 스왈로우와의 임박한 결혼과 박물관에 100만 달러 기부를 고려하고 있는 엘리자베스 랜덤에게 깊은 인상을 주어야 한다는 압박이 더해진다.
결혼 전날, 데이비드는 골프장에서 우연히 수잔 밴스를 만난다. 그녀는 그의 공을 치지만, 자신이 실수했다는 것을 알지 못한다. 수잔은 자유분방하고 약간 멍청하며 논리에 얽매이지 않는 젊은 여성이다. 이러한 특성들은 곧 데이비드를 여러 번 좌절시키는 사건에 휘말리게 한다.
수잔의 오빠 마크는 브라질에서 아기라는 이름의 온순한 표범을 보냈다. 이 표범은 "I Can't Give You Anything but Love, Baby" 노래를 들으면 온순해진다. 수잔은 데이비드가 동물학자라고 생각하고, 그를 조종하여 코네티컷에 있는 그녀의 농장으로 아기를 데려가는 데 동행하게 한다. 수잔이 그와 사랑에 빠지면서 복잡한 상황이 발생하고, 그녀는 그의 임박한 결혼을 막기 위해 그의 옷을 숨기면서까지 그를 가능한 한 오랫동안 자신의 집에 붙잡아 두려고 한다.
데이비드의 귀중한 늑골 쇄골이 배달되지만, 수잔의 이모의 개 조지가 그것을 가져가 어딘가에 묻는다. 수잔의 이모가 도착했을 때, 그녀는 데이비드를 잠옷 차림으로 발견한다. 데이비드는 당황스럽게도 그녀가 엘리자베스 랜덤이라는 것을 알게 된다. 마크로부터 온 두 번째 메시지는 표범이 엘리자베스를 위한 것임을 분명히 하는데, 그녀는 항상 표범을 원했기 때문이다. 서로 친구가 된 아기와 조지는 도망친다. 동물원에 아기를 잡는 데 도움을 요청한다. 수잔과 데이비드는 사육사들이 아기를 잡기 전에 아기를 찾기 위해 경주하고, 근처 서커스에서 온 위험한 표범을 아기로 착각하여 우리에서 풀어준다.

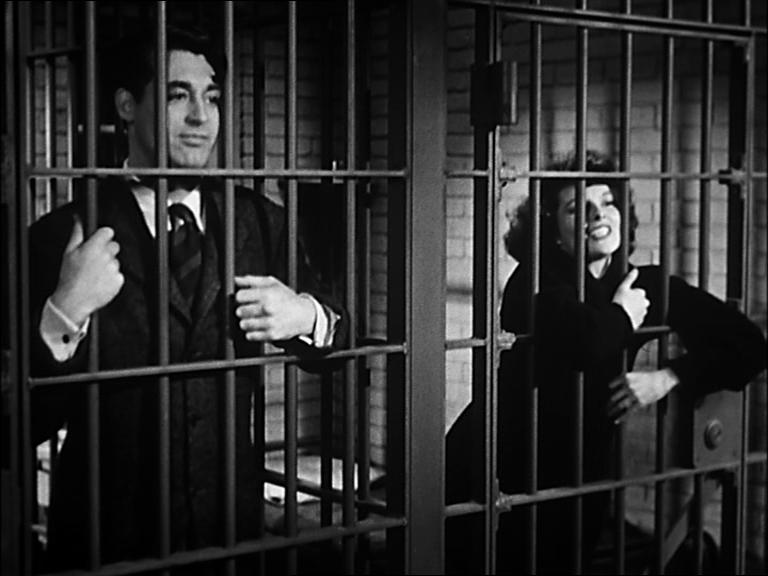
감옥에 있는 데이비드와 수잔

데이비드와 수잔은 서커스 표범을 아기라고 생각하며 구석으로 몰아넣은 프리츠 레만 박사의 집에서 이상하게 행동하다가 당황한 마을 경찰관 슬로컴 경관에게 체포된다. 슬로컴이 그들의 이야기를 믿지 않자, 수잔은 그에게 자신들이 "표범 갱단"의 일원이라고 말한다. 그녀는 자신을 "스윙잉 도어 수지"라고 부르고 데이비드를 "재리 더 니퍼"라고 부른다. 결국 모두의 신원이 밝혀지자, 수잔은 (이전에 창문으로 탈출했다가) 표범을 밧줄로 끌고 돌아온다. 이것이 아기가 아니라 매우 화가 난 서커스 표범임이 밝혀지자, 데이비드는 의자를 사용하여 큰 고양이를 감방으로 몰아넣음으로써 수잔을 구한다.
얼마 후, 수잔은 자신 때문에 앨리스에게 버림받은 데이비드를 박물관에서 브론토사우루스 재건 작업을 하고 있는 높은 플랫폼에서 발견한다. 조지를 3일 동안 따라다니며 찾은 사라진 뼈를 그에게 보여준 후, 수잔은 그의 경고에도 불구하고 그에게 더 가까이 가기 위해 공룡 옆에 있는 높은 사다리를 기어 올라간다. 그녀는 데이비드에게 이모가 자신에게 100만 달러를 주었고, 그것을 박물관에 기부하고 싶다고 말하지만, 데이비드는 그녀와 함께 보낸 날이 그의 인생 최고의 날이었다고 말하는 데 더 관심이 있다. 그들은 서로에 대한 사랑을 고백하고, 수잔은 그 순간에 정신이 팔려 무의식적으로 사다리를 좌우로 흔든다. 그들이 이야기하고 사다리가 점점 더 흔들릴수록 수잔과 데이비드는 마침내 수잔이 위험에 처해 있다는 것을 알아챈다. 겁에 질린 그녀는 골격 위로 기어 올라가 결국 그것을 무너뜨린다. 데이비드는 그녀가 떨어지기 전에 그녀의 손을 잡고 플랫폼 위로 들어 올리며, 그녀가 자신을 용서하도록 설득하자 브론토사우루스에 대한 수년간의 작업 손실에 대해 마지못해 불평한다. 혼돈의 미래를 받아들이며 데이비드는 수잔을 포옹한다.

## 출연

### 주연
- 캐서린 헵번
- 캐리 그랜트

### 조연
- 찰스 러글스
- 월터 캐틀렛
- 베리 피츠제럴드
- 메이 롭슨
- 프리츠 펠드
- 레오나 로버츠
- 조지 어빙
- 존 켈리
- 윌리엄 베네딕트
- 빌리 베밴
- 스탠리 브리스톤
- 워드 본드
- 잭 칼슨
- 달시 코리건
- 에드워드 가갠
- 제랄딘 홀
- 조지 험버트
- 리처드 레인
- 프랭크 마로
- 팻 오맬리
- 버스터 슬레이븐
- 프랭크 M. 토머스
- 팻 웨스트

## 기타
- 협력프로듀서: 클리프 레이드
- 미술: 밴 네스트 폴그래스
- 의상: 하워드 그리어

## 내용주
1. ↑  "재리 더 니퍼"는 이혼 소동에서 아이린 던의 캐릭터가 그랜트의 캐릭터를 부른 별명으로, 아스타도 출연했다.